# باکره کوچک
باکره کوچک (ایتالیایی: La verginella) یک فیلم درام کمدی سکسی سبک ایتالیایی به کارگردانی ماریو سِکویی است که در سال ۱۹۷۵ منتشر شد.

## خلاصه داستان
یک عکاس مُد تلاش می‌کند یک دختر دبیرستانی زیبا را به فحشا بکشاند…

## گزیدهٔ بازیگران
- زونیا ژانین
- خوزه کوالیو
- رناتو رومانو
- رینا فرانکتی
- جانی موزی
- آنیتا استریندبری
- فرانکو فابریتسی
- آلساندرو هابر